# Lusambo (territorium)
Lusambo är ett territorium i Kongo-Kinshasa. Det ligger i provinsen Sankuru, i den centrala delen av landet, 900 km öster om huvudstaden Kinshasa.